# Маунт Зајон (Илиноис)
Маунт Зајон (енгл. Mount Zion) град је у америчкој савезној држави Илиноис.

## Демографија
По попису из 2010. године број становника је 5.833, што је 988 (20,4%) становника више него 2000. године.
| Група             | 2000.         | 2010.         |
| Белци             | 4.741 (97,9%) | 5.576 (95,6%) |
| Афроамериканци    | 12 (0,2%)     | 42 (0,7%)     |
| Азијати           | 37 (0,8%)     | 63 (1,1%)     |
| Хиспаноамериканци | 12 (0,2%)     | 80 (1,4%)     |
| Укупно            | 4.845         | 5.833         |